# 鹿児島市立西田小学校
鹿児島市立西田小学校（かごしましりつ にしだしょうがっこう 英語: Nishida Elementary School）は、鹿児島県鹿児島市薬師二丁目にある市立小学校。
鹿児島市武二丁目に「西田小学校発祥の地」、鹿児島市西田二丁目に「西田小学校跡地」の石碑が存在する。

## 沿革
- 1875年（明治8年） - 創設
- 1941年（昭和16年） - 西田国民学校に改称
- 1947年（昭和22年） - 鹿児島市立西田小学校に改称
- 1955年（昭和30年） - 原良小学校を分離
- 1976年（昭和51年） - 武岡小学校を分離

## 著名な出身人物
- 稲盛和夫（京セラ・第二電電創業者[3]）
- 豊平有香（南日本放送アナウンサー）

## 通学区域
西田小学校の通学区域は以下の町丁の区域が指定されている。
- 城西一丁目の全域
- 薬師一丁目及び薬師二丁目の全域
- 鷹師一丁目及び鷹師二丁目の全域
- 常盤一丁目及び常盤二丁目の全域
- 常盤町の一部
- 西田一丁目から西田三丁目までの全域
- 武岡一丁目の一部

## 校内の史跡
区画整理によって、近隣にあった「西田の田の神」が校内に移設されている。